# Route forestière 4
Die F4 war eine Straße auf Korsika, die 1854 durch den Décret Impérial 1782 festgelegt wurde. Sie wurde angelegt, um einen der Wälder Korsikas für die Holzwirtschaft zu erschließen. Betrieben durch den Staat, hatte sie den Rang einer Nationalstraße. Die F4 verband die N196 nördlich von Sartène mit dem Hafen von Solenzara. Ihre Länge betrug 71 Kilometer. 1862 gab sie ein kurzes Stück an die neu festgelegte N196BIS ab und war dadurch zweigeteilt. Dabei sank die Länge auf 66,5 Kilometer. 1973 wurde sie abgestuft.